# Martijn Budding
Martijn Budding (* 31. August 1995 in Veenendaal) ist ein niederländischer Radrennfahrer.

## Sportlicher Werdegang
Seine Karriere im Radsport begann Budding vorrangig im Cyclocross. Bis zur Saison 2015/2016 startete er bei den Junioren und in der U23 regelmäßig im UCI-Cyclocross-Weltcup, in der Superprestige und der Bpost bank Trofee sowie bei nationalen und internationalen Meisterschaften. Er stand mehrmals auf dem Podium der niederländischen Meisterschaften in seiner Alterskategorie, 2013 gewann er bei den UCI-Cyclocross-Weltmeisterschaften die Silbermedaille bei den Junioren.
Auf der Straße fuhr er zunächst für die niederländische Nationalmannschaft. Zur Saison 2014 wurde er Mitglied im Rabobank Development Team. In der Saison 2016 machte er durch je einen Etappensieg bei der Olympia’s Tour und der Ronde de l’Oise sowie Top-10-Platzierungen in der Gesamtwertung der Ronde de l’Oise, der Rhône-Alpes Isère Tour und der Paris-Arras Tour auf sich aufmerksam.
Zur Saison 2017 wechselte er zum UCI Continental Team Roompot-Nederlandse Loterij, für das er zwei Jahre ohne zählbare Erfolge fuhr. Zur Saison 2019 wurde er Mitglied im Continental Team BEAT Cycling und hatte mit den Gewinn einer Etappe und der Gesamtwertung der Rhodos-Rundfahrt und einer Etappe der Tour de la Mirabelle sein bisher erfolgreichstes Jahr.
In der Saison 2020 bekam er einen Vertrag beim Riwal Securitas Cycling Team, aber bereits zur Saison 2021 kehrte er zum Team BEAT Cycling zurück. Wiederum ein Jahr später wechselte er erneut zum Riwal Cycling Team. Nach einem weiteren Jahr wechselte er zur Saison 2023 erneut das Team und wurde Mitglied im neu gegründeten Team TDT-Unibet.

## Erfolge

### Straße
2016
- eine Etappe Olympia’s Tour
- eine Etappe Ronde de l’Oise

2019
- Mannschaftszeitfahren Kreiz Breizh Elites
- Gesamtwertung und eine Etappe Rhodos-Rundfahrt
- eine Etappe Tour de la Mirabelle

### Cyclocross
2012/2013
- Weltmeisterschaften (Junioren)